# Casa della Cultura del 25 aprile
La Casa della Cultura del 25 aprile è un teatro situato a Pyongyang, nella Repubblica Popolare Democratica di Corea. L'edificio fu costruito nel 1974-1975 per fornire un luogo per l'educazione militare, ed era originariamente chiamato Casa della Cultura dell'8 febbraio. Si trova in Via Pipha nel distretto di Moranbong, nella capitale. L'edificio classico colonnato è considerato uno dei migliori esempi di monumentalità socialista degli anni Settanta in Corea del Nord, l'altro è il Teatro Artistico Mansudae (만수대예술극장), visivamente simile.
Presso l'edificio si svolse il VII Congresso del Partito del Lavoro di Corea dal 6 al 9 maggio 2016, con la presenza di 3.467 delegati. Dopo il congresso l'edificio veniva talvolta chiamato Sala dei Congressi.